# Велика Талда
Велика Талда́ (рос. Большая Талда) — село у складі Прокоп'євського округу Кемеровської області, Росія.

## Населення
Населення — 1239 осіб (2010; 1445 у 2002).
Національний склад (станом на 2002 рік):
- росіяни — 95 %